# 開達集團
開達集團有限公司，簡稱開達集團（英語：Kader Holdings Company Limited，港交所：0180），1946年由丁熊照創立，1969年工廠設於北角，主要生產各類型玩具產品，包括電動、模型等，主要銷售給歐美國家。
在1984年在香港交易所主板上市，之後搬去總部位於九龍灣啟祥道22號開達大廈，1991年，曾把開達投資有限公司（首長四方前身）分拆在香港交易所上市，當時主要經營房地產，現時已出售給首鋼集團。之後在1993年收購美國巴赫曼工業股份有限公司股權。其主要品牌為「Model Railroader」, 「BahnProfil」, 「Eisenbahn」。

## 董事局成員
至於董事局方面，全部大半數也是家族成員，包括丁午壽（主席）、丁天立（董事總經理）、丁王云心、丁煒章等，除了鄭慕智、劉志敏、陳再彥、姚祖輝、鄭君如，以及高山龍。值得一提，丁鶴壽是在董事局服務了超過20年。

## 連結
- kader.com.hk （页面存档备份，存于）